# بشت تنغ دروزنه (مقاطعة دلفان)
بشت تنغ دروزنه (بالفارسية: پشت تنگ دروزنه) هي قرية تقع في قسم كاكاوند الشرقي الريفي (مقاطعة دلفان) في إيران. يقدر عدد سكانها بـ 217 نسمة بحسب إحصاء 2016.